# Strike! (album)
Strike! is het debuutalbum van The Baseballs, een Duitse rock-'n-roll-coverband.
Hun debuutalbum Strike! kwam in mei 2009 uit in Duitsland, Zwitserland en Oostenrijk en in oktober 2009 in Finland. Het album kwam op #6 in Duitsland, #2 in Zwitserland en #1 in de Finse en Belgische hitlijsten. In Finland was Strike! het meest verkochte buitenlandse album van 2009 met een hoogtepunt van 73.626 verkochte cd's. (drievoudig platinum).
Dit album wordt in april opnieuw uitgegeven, met onder andere het nummer "Last in Line" bijgevoegd. Dit nummer is origineel van Nylon Beat, een Finse band.

## Tracklist
| Nr. | Titel                                                                        | Duur |
| --- | ---------------------------------------------------------------------------- | ---- |
| 1.  | Umbrella (origineel door Rihanna en Jay-Z)                                   | 3:08 |
| 2.  | Love in This Club (origineel door Usher en Young Jeezy)                      | 3:21 |
| 3.  | Hey There Delilah (origineel door Plain White T's)                           | 3:44 |
| 4.  | Bleeding Love (origineel door Leona Lewis)                                   | 3:52 |
| 5.  | Hot N Cold (origineel door Katy Perry)                                       | 3:38 |
| 6.  | I Don't Feel Like Dancin' (origineel door Scissor Sisters)                   | 4:07 |
| 7.  | Don't Cha (origineel door Tori Alamaze in 2004 & The Pussycat Dolls in 2005) | 4:07 |
| 8.  | Let's Get Loud (origineel door Jennifer Lopez)                               | 3:31 |
| 9.  | Angels (origineel door Robbie Williams)                                      | 3:18 |
| 10. | Crazy in Love (origineel door Beyoncé en Jay-Z)                              | 3:17 |
| 11. | This Love (origineel door Maroon 5)                                          | 3:33 |
| 12. | The Look (origineel door Roxette) (bonus track)                              | 3:24 |

## Hitnoteringen

### NederlandseAlbum Top 100
| Hitnotering: 13-03-2010 t/m 16-10-2010 | Hitnotering: 13-03-2010 t/m 16-10-2010 | Hitnotering: 13-03-2010 t/m 16-10-2010 | Hitnotering: 13-03-2010 t/m 16-10-2010 | Hitnotering: 13-03-2010 t/m 16-10-2010 | Hitnotering: 13-03-2010 t/m 16-10-2010 | Hitnotering: 13-03-2010 t/m 16-10-2010 | Hitnotering: 13-03-2010 t/m 16-10-2010 | Hitnotering: 13-03-2010 t/m 16-10-2010 | Hitnotering: 13-03-2010 t/m 16-10-2010 | Hitnotering: 13-03-2010 t/m 16-10-2010 | Hitnotering: 13-03-2010 t/m 16-10-2010 | Hitnotering: 13-03-2010 t/m 16-10-2010 | Hitnotering: 13-03-2010 t/m 16-10-2010 | Hitnotering: 13-03-2010 t/m 16-10-2010 | Hitnotering: 13-03-2010 t/m 16-10-2010 | Hitnotering: 13-03-2010 t/m 16-10-2010 | Hitnotering: 13-03-2010 t/m 16-10-2010 |
| Week                                   | 1                                      | 2                                      | 3                                      | 4                                      | 5                                      | 6                                      | 7                                      | 8                                      | 9                                      | 10                                     | 11                                     | 12                                     | 13                                     | 14                                     | 15                                     | 16                                     | 17                                     |
| -------------------------------------- | -------------------------------------- | -------------------------------------- | -------------------------------------- | -------------------------------------- | -------------------------------------- | -------------------------------------- | -------------------------------------- | -------------------------------------- | -------------------------------------- | -------------------------------------- | -------------------------------------- | -------------------------------------- | -------------------------------------- | -------------------------------------- | -------------------------------------- | -------------------------------------- | -------------------------------------- |
| Nummer                                 | 19                                     | 3                                      | 2                                      | 3                                      | 3                                      | 2                                      | 2                                      | 3                                      | 2                                      | 4                                      | 5                                      | 4                                      | 3                                      | 3                                      | 3                                      | 6                                      | 6                                      |
| Week                                   | 18                                     | 19                                     | 20                                     | 21                                     | 22                                     | 23                                     | 24                                     | 25                                     | 26                                     | 27                                     | 28                                     | 29                                     | 30                                     | 31                                     | 32                                     |                                        |                                        |
| Nummer                                 | 6                                      | 9                                      | 10                                     | 9                                      | 10                                     | 11                                     | 13                                     | 20                                     | 21                                     | 30                                     | 45                                     | 56                                     | 88                                     | 89                                     | 88                                     | uit                                    |                                        |

### VlaamseUltratop 100Albums
| Hitnotering: (Week 1) 20-03-2010 Hitnotering: (Week 2) 03-04-2010 Hitnotering: (Week 3 t/m 27) 17-04-2010 t/m 02-10-2010 | Hitnotering: (Week 1) 20-03-2010 Hitnotering: (Week 2) 03-04-2010 Hitnotering: (Week 3 t/m 27) 17-04-2010 t/m 02-10-2010 | Hitnotering: (Week 1) 20-03-2010 Hitnotering: (Week 2) 03-04-2010 Hitnotering: (Week 3 t/m 27) 17-04-2010 t/m 02-10-2010 | Hitnotering: (Week 1) 20-03-2010 Hitnotering: (Week 2) 03-04-2010 Hitnotering: (Week 3 t/m 27) 17-04-2010 t/m 02-10-2010 | Hitnotering: (Week 1) 20-03-2010 Hitnotering: (Week 2) 03-04-2010 Hitnotering: (Week 3 t/m 27) 17-04-2010 t/m 02-10-2010 | Hitnotering: (Week 1) 20-03-2010 Hitnotering: (Week 2) 03-04-2010 Hitnotering: (Week 3 t/m 27) 17-04-2010 t/m 02-10-2010 | Hitnotering: (Week 1) 20-03-2010 Hitnotering: (Week 2) 03-04-2010 Hitnotering: (Week 3 t/m 27) 17-04-2010 t/m 02-10-2010 | Hitnotering: (Week 1) 20-03-2010 Hitnotering: (Week 2) 03-04-2010 Hitnotering: (Week 3 t/m 27) 17-04-2010 t/m 02-10-2010 | Hitnotering: (Week 1) 20-03-2010 Hitnotering: (Week 2) 03-04-2010 Hitnotering: (Week 3 t/m 27) 17-04-2010 t/m 02-10-2010 | Hitnotering: (Week 1) 20-03-2010 Hitnotering: (Week 2) 03-04-2010 Hitnotering: (Week 3 t/m 27) 17-04-2010 t/m 02-10-2010 | Hitnotering: (Week 1) 20-03-2010 Hitnotering: (Week 2) 03-04-2010 Hitnotering: (Week 3 t/m 27) 17-04-2010 t/m 02-10-2010 | Hitnotering: (Week 1) 20-03-2010 Hitnotering: (Week 2) 03-04-2010 Hitnotering: (Week 3 t/m 27) 17-04-2010 t/m 02-10-2010 | Hitnotering: (Week 1) 20-03-2010 Hitnotering: (Week 2) 03-04-2010 Hitnotering: (Week 3 t/m 27) 17-04-2010 t/m 02-10-2010 | Hitnotering: (Week 1) 20-03-2010 Hitnotering: (Week 2) 03-04-2010 Hitnotering: (Week 3 t/m 27) 17-04-2010 t/m 02-10-2010 | Hitnotering: (Week 1) 20-03-2010 Hitnotering: (Week 2) 03-04-2010 Hitnotering: (Week 3 t/m 27) 17-04-2010 t/m 02-10-2010 | Hitnotering: (Week 1) 20-03-2010 Hitnotering: (Week 2) 03-04-2010 Hitnotering: (Week 3 t/m 27) 17-04-2010 t/m 02-10-2010 |
| Week | 1 | | 2 | | 3 | 4 | 5 | 6 | 7 | 8 | 9 | 10 | 11 | 12 | 13 |
| --- | --- | --- | --- | --- | --- | --- | --- | --- | --- | --- | --- | --- | --- | --- | --- |
| Nummer | 87 | uit | 90 | uit | 88 | 80 | 55 | 41 | 4 | 2 | 4 | 1 | 2 | 2 | 2 |
| Week | 14 | 15 | 16 | 17 | 18 | 19 | 20 | 21 | 22 | 23 | 24 | 25 | 26 | 27 | |
| Nummer | 5 | 5 | 9 | 10 | 10 | 15 | 13 | 18 | 23 | 40 | 40 | 55 | 65 | 78 | uit |

## Hitlijsten
| Jaar | Album details                                                              | Hoogste positie | Hoogste positie | Hoogste positie | Hoogste positie |
| Jaar | Album details                                                              | DUI             | AUS             | ZWI             | FIN             |
| ---- | -------------------------------------------------------------------------- | --------------- | --------------- | --------------- | --------------- |
| 2009 | Strike - Uitgebracht: 15 mei 2009 - Label: Warner - Formaten: cd, download | 6               | 15              | 2               | 1               |